# Skt. Gotthardtunnelen (vej)
 For alternative betydninger, se Skt. Gotthardtunnelen. (Se også artikler, som begynder med Skt. Gotthardtunnelen)
Skt. Gotthardtunnelen under Skt. Gotthard-passet i Schweiz løber fra Göschenen i Kanton Uri mod nord til Airolo i Ticino mod syd. Den er 16,942 km lang og består af ét tunnelrør med en bredde på 7,8 meter og en højde på 4,5 meter, hvor al trafik afvikles med én vejbane i hver retning - uden autoværn imellem. 30 meter øst herfor løber en parallel servicetunnel, der er forbundet med hovedtunnelen af tværrør for hver 250 meter. Mellem den primære tunnel og servicetunnelen er der et sikringsrum, hvorfra der er forbindelse med begge tunnelrør. Der kan være 50 mennesker i hvert sikringsrum.
Ved indvielsen 5. september 1980 var det den længste vejtunnel i verden. Først i år 2000 blev den overgået af Lærdalstunnelen, en over 24 km lang tunnel i Norge. Pr. 2015 er det den tredjelængste i verden efter Lærdalstunnelen i Norge og Zhongnanshantunnelen i Kina, der er på 18,020 km.
Skt. Gotthardtunnelen udgør en del af Europavej E35.

## Ulykken i 2001
Om formiddagen 24. oktober 2001 skete en ulykke 1.100 meter fra den sydlige indgang til tunnelen, da en nordkørende lastbil (ført af en beruset chauffør), der var lastet med ca. 7,5 ton tekstiler slingrede frem og tilbage og endte med at køre ind i en sydkørende lastbil (lastet med 1100 bildæk), der, for at undgå en kollision, var kørt over i den modsatte vejbane. Ulykken kostede elleve mennesker livet (heriblandt den berusede chauffør), hvoraf fem døde, mens de sad bag rattet. De øvrige blev fundet liggende på kørebanen. Alle døde af røgforgiftning.
Som en konsekvens af ulykken blev der indført et sikkerhedssystem, så antallet af lastbiler i tunnelen blev sænket fra ca. 5.500 til ca. 3.000-3.500 lastbiler i døgnet. Siden 2001 har ca. seks millioner køretøjer passeret tunnelen årligt.

## Galleri
- Tilkørsel på sydsiden - Ariola
- Indkørsel til tunnel fra syd (Ariola)
- Indkørsel til tunnel fra nord (Göschenen)
- Tunnel fra nord
- Tunnel fra nord
- Sikkerhedstunnel

## Andre vejtunneler i Alperne
Listen nedenfor viser kun nogle af de lange vejtunneler i Alperne:
- Frejustunnelen
- Mont Blanc-tunnelen
- Arlbergtunnelen